# 保田道世
保田道世（1939年4月28日—2016年10月5日）是出生於東京都的女性動畫色彩設計師。

## 生平
於1958年進入東映電影公司後，保田道世透過同業公會結識宮崎駿及高畑勳二人，在他們倆人合作的動畫《太陽王子 霍爾斯的大冒險》中擔任圖像複製，第一次負責全篇色彩設定的作品則為電視動畫《未来少年科南》。
在參與1984年劇場動畫《風之谷》的製作後，保田道世跟隨宮崎駿進入隔年新成立的吉卜力工作室，並在色彩方面協助宮崎駿及高畑勳二位導演。從《天空之城》到《悬崖上的金鱼公主》，舉凡吉卜力工作室的作品之色彩設定工作，幾乎都是由她來完成。
2009年保田道世從吉卜力退休，但之後在2010年再度復出與田村雪繪女士一同在吉卜力短篇動畫《麵種與蛋姬》處理色彩設定，且在2013年接受宮崎駿的邀請擔當新作品《風起》人物色彩設計之職位。
2016年10月5日下午3時11分，保田因病於東京都府中市的一間醫院去世，享年77歲。

## 參與作品

### 劇場動畫
- 太陽王子 霍爾斯的大冒險（1968年）：圖像複製
- 長靴貓（1969年）：圖像複製
- 熊貓家族（1972年）：畫面加工
- 熊貓家族 雨中的馬戲團（1973年）：畫面加工
- 風之谷（1984年）：色彩設定
- 天空之城（1986年）：色彩設定
- 龍貓（1988年）：畫面加工
- 螢火蟲之墓（1988年）：色彩設定
- 魔女宅急便（1989年）：色彩設定
- 兒時的點點滴滴（1992年）：角色人物色彩設定
- 紅豬（1992年）：主要色彩設定
- 平成狸合戰（1994年）：角色人物色彩設定、畫面加工指導
- 心之谷（1995年）：角色人物色彩設定
- 魔法公主（1997年）：色彩設定
- 隔壁的山田君（1999年）：彩色畫面指導
- 神隱少女（2001年）：色彩設定
- 霍爾的移動城堡（2004年）：色彩設定
- 地海戰記（2006年）：色彩設定
- 崖上的波妞（2008年）：色彩設定
- 風起（2013年）：人物色彩設定

### 電視動畫
- 龍龍與忠狗（1975年）：色彩設定檢查
- 尋母三千里（1976年）：色彩設定檢查
- 未來少年科南（1978年）：色彩設定檢查
- 清秀佳人（1979年）：色彩設定
- 南方彩虹的露西（1982年）：色彩設定
- 咪姆（1983年）：色彩設定檢查

### 短篇動畫
- 天空色的種子（1992年）：角色人物色彩設定
- On Your Mark（1995年）：角色人物色彩設定
- 捕鯨記（2001年）：色彩監修
- 梅與小貓巴士（2002年）：色彩設定
- 可羅的大散步（2002年）：色彩監修
- Ghiblies episode2（2002年）：主要色彩設定
- 水蜘蛛紋紋（2006年）：色彩設定
- 買下星星的日子（2006年）：色彩設定
- 尋找棲所（2006年）：色彩設定
- 麵種與蛋姬（2010年）：色彩設定
- 尋寶（2011年）：色彩設定協助

### OVA動畫
- 天使之卵（1985年）：色彩設定

### 紀錄片
- 柳川堀割物語（1987年）：色彩設定

## 外部連結
- （日語）保田道世在讀賣新聞的訪談 （页面存档备份，存于）